# Завойкі
Завойкі (пол. Zawojki, нім. Zawoyken, 1934-45: Lilienfelde) — село в Польщі, у гміні Розоги Щиценського повіту Вармінсько-Мазурського воєводства.
Населення — 55 осіб (2011).
У 1975-1998 роках село належало до Остроленцького воєводства.

## Демографія
Демографічна структура станом на 31 березня 2011 року:
|          | Загалом | Допрацездатний вік | Працездатний вік | Постпрацездатний вік |
| -------- | ------- | ------------------ | ---------------- | -------------------- |
| Чоловіки | 29      | 7                  | 21               | 1                    |
| Жінки    | 26      | 5                  | 15               | 6                    |
| Разом    | 55      | 12                 | 36               | 7                    |